# Kulbi-Inseln
Die Kulbi-Inseln (auch Kulbi Islets genannt) liegen in der Torres-Straße zwischen Australien und Papua-Neuguinea, nur wenige Kilometer nordöstlich von Moa Island.

## Tabelle der Inseln
Zur unbewohnten Inselgruppe gehören:
| Inselname               | Alternativ | Lage   | Fläche km² | Geokoordinaten        |
| ----------------------- | ---------- | ------ | ---------- | --------------------- |
| North Possession Island | Iem        | Norden | 0,13       | 10° 05′ S, 142° 20′ O |
| Tobin Island            | Zagarsum   | Mitte  | 0,03       | 10° 06′ S, 142° 21′ O |
| Portlock Island         | Kulbi      | Süden  | 0,10       | 10° 07′ S, 142° 21′ O |

Verwaltungsmäßig gehören die Kulbi-Inseln zu den Western Islands, einer Inselregion im Verwaltungsbezirk Torres Shire von Queensland.